# Bataillon d'artillerie de la 1re brigade d'infanterie (Estonie)
Le bataillon d'artillerie de la 1re brigade d'infanterie (en estonien: Suurtükiväepataljon), anciennement groupe d'artillerie (en estonien: Suurtükiväegrupp), est un bataillon d'artillerie des forces de défense estoniennes, basé sur la base militaire de Tapa. L'unité fait partie des forces terrestres estoniennes. Il est chargé de soutenir les unités de combat avec des tirs indirects en temps de guerre.

## Historique

### Création et guerre d'indépendance (1917–1920)

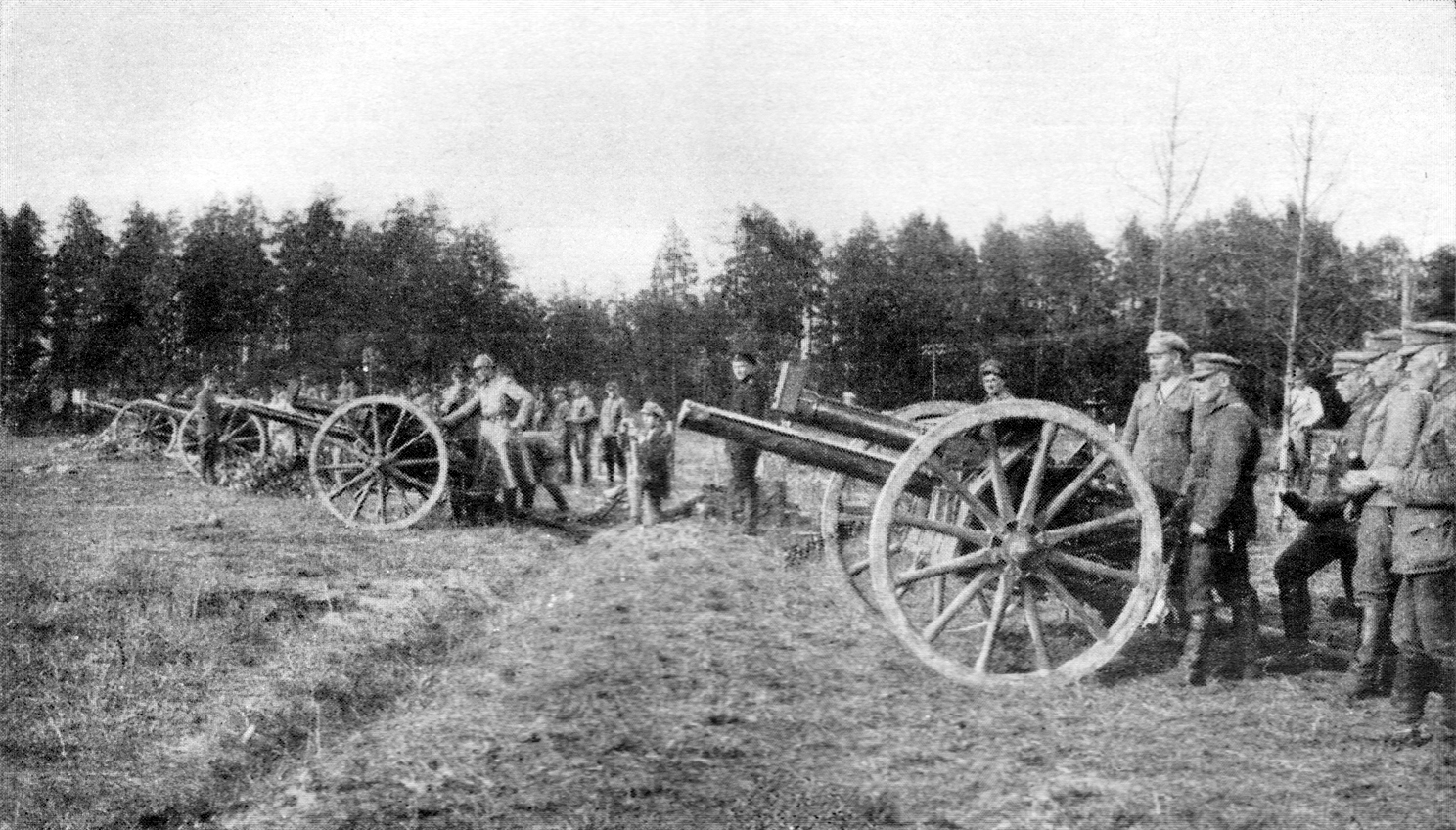
Batterie n°1 du 1er régiment d'artillerie estonien pendant la lutte contre la Landeswehr.

La formation d'une unité d'artillerie commence au début de 1917, lorsque des artilleurs commencent à se rassembler en une unité d'artillerie de tranchée, qui, en décembre 1917, se compose de quelques centaines d'hommes. Le 26 décembre 1917, un commando d'artillerie est formé sous la 1re Compagnie d'infanterie estonienne, à la suite d'un décret du commandant de la 1ère Division (Estonie) (en). L'enseigne Joosep Sild devient le commandant de l'unité, cette dernière est alors équipée de 24 canons de campagne russes Modèle 1902 et de munitions des 44e et 45e brigades d'artillerie de l'Empire russe.
La 1re brigade d'artillerie estonienne est formée le 16 janvier 1918 à Haapsalu, le podpolkovnik Andres Larka devient son commandant. En février, la brigade se compose de cinq batteries, avec 26 pièces d'artillerie, 21 officiers et 801 soldats. Cependant, elle est rapidement dissoute par les bolcheviks le 21 février 1918. Après la retraite de ces derniers devant les Allemands, la division estonienne est autorisée à se reformer le 26 février, le capitaine Karl Tiitso est nommé commandant de la nouvelle brigade. L'unité est finalement démobilisée et désarmée par les forces d'occupation allemandes le 5 avril.
Le 15 novembre 1918, le capitaine Hugo Kauler (en) commence à rassembler d'anciens officiers d'artillerie à Tallinn. Le 21 novembre 1918, le ministre estonien de la guerre Andres Larka le nomme commandant du 1er régiment d'artillerie et lui confie la tâche de reformer ce dernier. Au départ, l'unité a du mal à trouver du matériel, elle participe donc aux premières batailles de la guerre d'indépendance estonienne le 28 novembre 1918 à Narva en tant qu'unité d'infanterie. En décembre 1918, les Estoniens réussissent à acheter deux canons de campagne FK 16 aux Allemands. Un autre lot de canons est reçu de Finlande, composé de vingt canons de campagne modèle 1877 (en) et de quatre canons de campagne modèle 1900 (en). En 1919, le régiment se compose de trois divisions, chacune contenant deux batteries. Au total, 18 batteries participent à la guerre d'indépendance, notamment sur le front de Viru, à Viljandi, Valga, Võru, et à Cēsis en Lettonie, contre la Baltische Landeswehr.

### République d'Estonie et occupation soviétique (1920-1940)
En mars 1920, l'unité est démobilisée et transférée à Narva. Elle se compose de quatre batteries, d'un commando d'entraînement et du 1er groupe d'artillerie de forteresse. L'unité est renommée plusieurs fois. Le 1er juin 1920, elle prend le nom de 1.välja suurtükiväe divisjon, le 1er janvier 1921, 1.suurtükiväepolk, le 24 novembre 1922, 1.suurtükiväerügement, et le 15 mars 1924, l'unité est réformée en 1re Division d'artillerie, qui se compose du 1er groupe d'artillerie, basé à Narva, et du 2e groupe d'artillerie, basé à Rakvere. Le major Georg Leets devient le commandant de la division et le major Erich Toffer prend le commandement du 1er groupe d'artillerie. L'unité reçoit son drapeau le 28 octobre 1928. En 1939, le 1er groupe d'artillerie se compose d'un quartier général, d'un commando spécialisé, de trois batteries avec quatre canons de campagne russes modèle 1902 chacune et d'une batterie avec deux obusiers de campagne lourds allemands de 150 mm. Le 19 septembre 1940, les soviétiques occupent l'Estonie et un décret ordonnant la dissolution de l'unité est publié. La liquidation de l'unité est conclue le 19 décembre 1940,.

### Restauration et période actuelle (Depuis 1996)

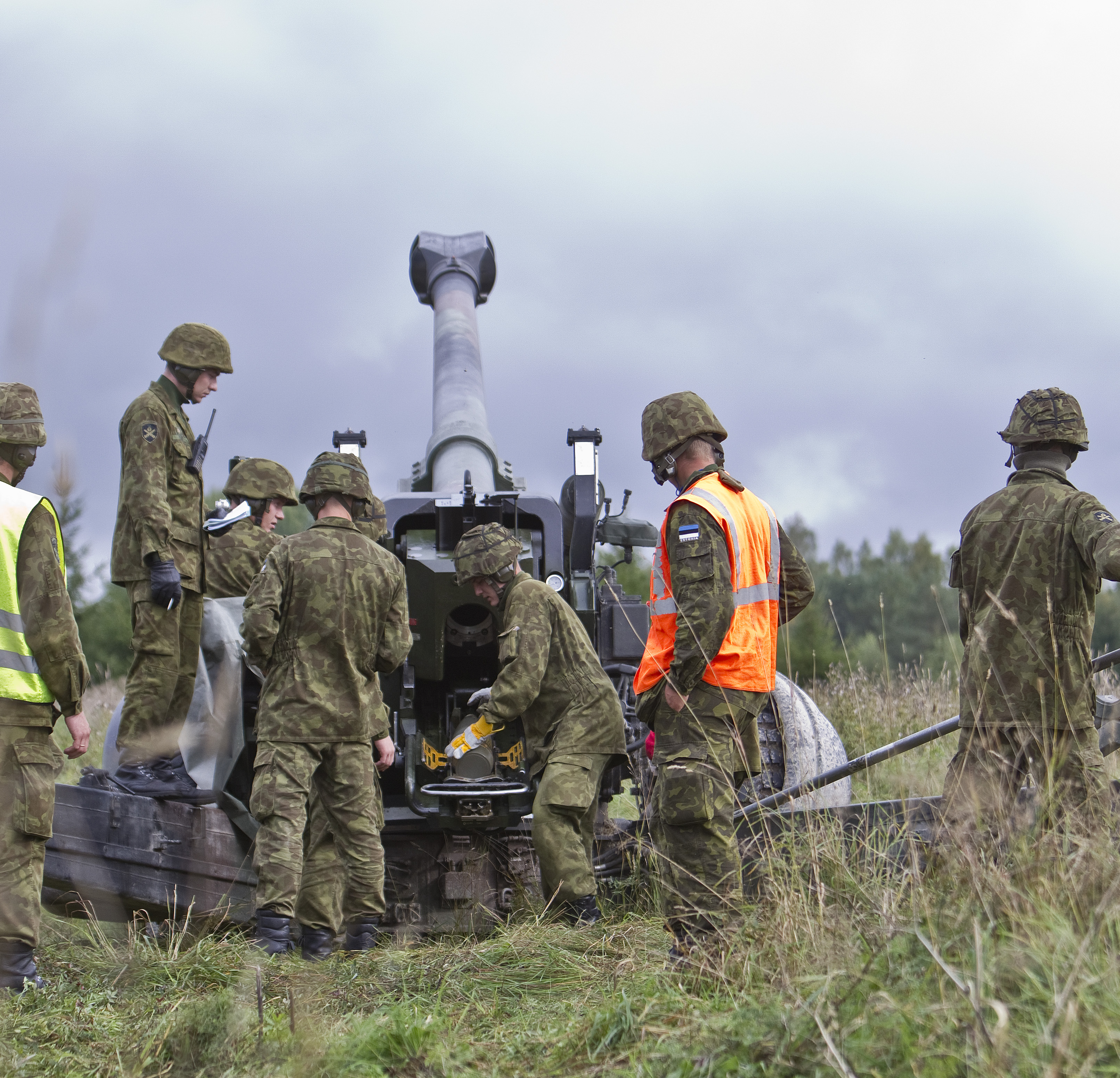
Soldats de réserve du bataillon d'artillerie lors d'un exercice en 2011

Les efforts visant à former un bataillon d'artillerie au sein de la république d'Estonie nouvellement rétablie commencent à prendre forme en 1996, lorsqu'un groupe de travail, appelé « Viro projekti », est créé sous le contrôle du Commandement de la défense finlandais pour aider au développement des Forces de défense estoniennes. Le colonel de réserve Jouko Kivimäki est choisi pour aider à la restauration et au développement de l'unité d'artillerie. La formation de l'unité n'est pas facile, car il y a très peu d'officiers disponibles, l'infrastructure fait cruellement défaut et il n'y a presque pas d'équipement disponible. En raison de ces limitations, les premiers soldats commencent à recevoir une formation en Finlande en septembre 1997, qu'il terminent au début de 1998. Les forces de défense finlandaises font également don de divers équipements, dont des obusiers H61-37 (en) de 105 mm, arrivés entre décembre 1997 et février 1998.
L'unité est officiellement restaurée le 20 mars 1998, lorsque le bataillon d'infanterie séparé du nord est transformé en groupe d'artillerie. L'unité reçoit son drapeau le 20 mars 2001. Le 1er février 2003, l'unité est subordonnée au centre de formation de Tapa. Entre 2003 et 2004, le groupe d'artillerie reçoit des obusiers FH-70 de 155 mm en provenance d'Allemagne, et en 2008, il reçoit des obusiers de 122 mm de Finlande, qui remplacent les anciens obusiers de 105 mm. Le 1er juillet 2008, l'unité est transférée sous le commandement de la défense régionale du Nord-Est. Le 1er janvier 2009, le groupe d'artillerie est rebaptisé bataillon d'artillerie. Le 1er août 2014, le bataillon est intégré à la 1re brigade d'infanterie. À partir de 2014, le bataillon d'artillerie se compose d'un quartier général, d'une batterie de soutien et de commandement, d'une école d'artillerie et de batteries de combat.
Le premier commandant de l'unité, en 1998, est le lieutenant Rein Luhaväli. Entre 2004 et 2005, l'unité est dirigée par le capitaine Enno Mõts. Le 8 août 2007, le capitaine Vahur Kütt remplace le capitaine Viktor Kalnitski en tant que commandant de l'unité. En août 2012, le bataillon d'artillerie passe sous le commandement du lieutenant-colonel Kaarel Mäesalu. Le 30 juillet 2015, le major Arbo Probal devient le commandant de l'unité.